# Ruperto di Bingen

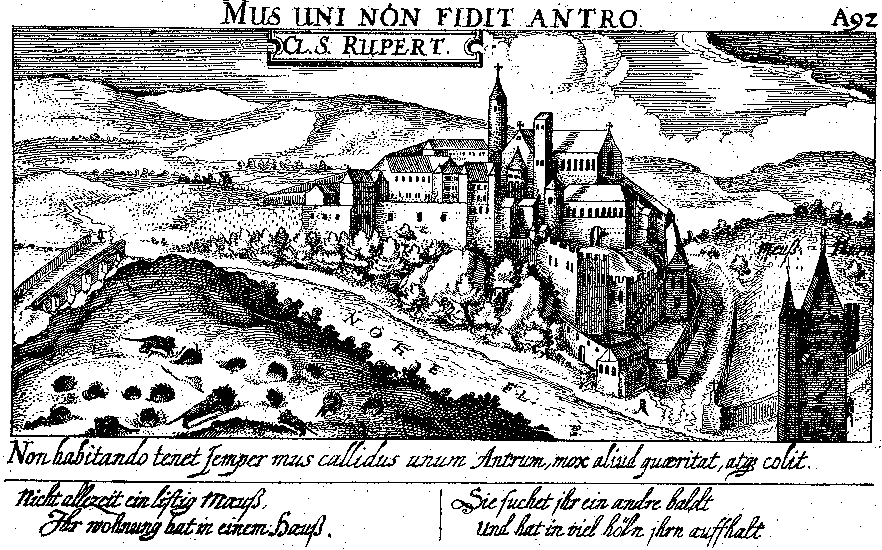
Monastero di San Ruperto

Ruperto di Bingen (VIII secolo – VIII secolo) è stato un nobile, che visse da eremita ed è venerato come santo dalla Chiesa cattolica.

## Agiografia
L'unico documento esistente sulla vita e le opere di san Ruperto è la Vita Sancti Ruperti, compilata da Santa Ildegarda di Bingen; secondo questo documento, egli visse nella prima metà dell'VIII secolo. Dopo un pellegrinaggio a Roma insieme alla madre, all'età di dodici anni, decise di consacrarsi a Dio. Essendo di famiglia benestante, Ruperto e la madre decisero di dedicare i beni della famiglia ai poveri e finanziarono la costruzione di varie chiese.
Il resto della sua vita Ruperto lo trascorse nell'eremitaggio nei pressi di Bingen.
Morì a vent'anni, e fu tumulato sulla collina che successivamente prese il nome di Rupertsberg. Nello stesso luogo, 500 anni dopo, santa Ildegarda fondò il Monastero di San Ruperto, secondo una leggenda devozionale, in seguito ad una visione che le suggerì il posto dove era morto san Ruperto come luogo ideale per edificare il monastero.

## Culto
I suoi resti si trovano nella cappella di San Rocco (Rochuskapelle) a Bingen am Rhein.
Il Martirologio romano ne riporta la commemorazione al 15 maggio.